# Numância

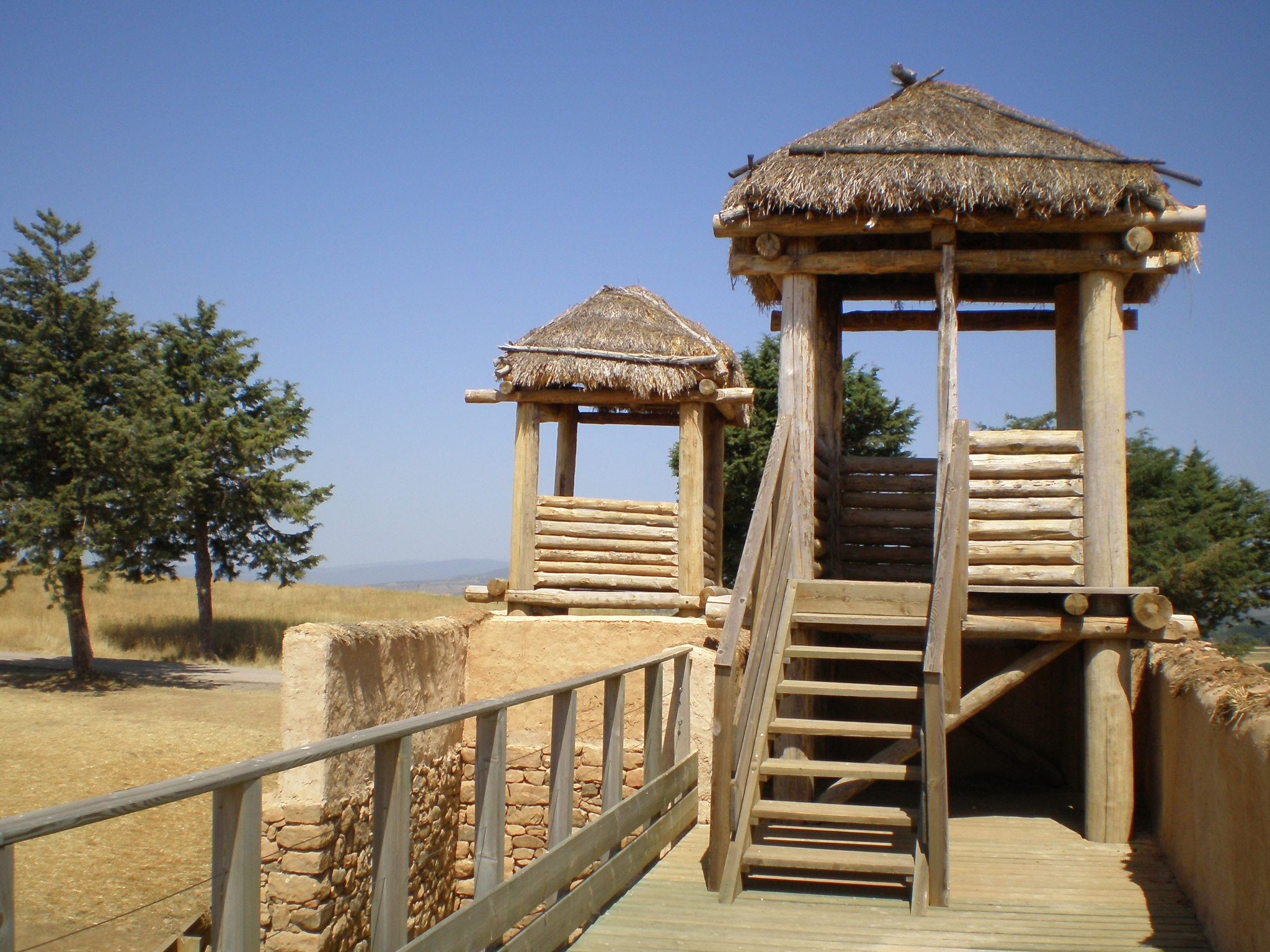
Reconstrução das muralhas de Numância, o último bastião celtibero a resistir à invasão romana da Península Ibérica.

Numância foi um antigo assentamento celtibero, cujas ruínas estão localizadas a 7 km ao norte da cidade de Sória, em uma colina conhecida como Cerro de la Muela no município de Garray, situada nas margens do Rio Douro, na Espanha.
Fundada no início do século III a.C., e habitada pelos arévacos, um povo celtibero, foi destruída pelas tropas romanas de Cipião Emiliano em 133 a.C., após um cerco de onze meses que pôs fim a uma feroz resistência de vinte anos aos invasores. Emiliano, para quebrar a tenaz persistência de Numância, utilizou uma técnica de cruel paciência, construindo um cerco amuralhado em torno da colina de Numância, levando os seus habitantes à inanição e ao desespero. Ao fim de onze meses, os numantinos decidiram pôr cobro à sua vida suicidando-se em massa.
Conta-se que, ao entrar na cidade, Cipião encontrou corpos de mães segurando os corpos de seus filhos mastigados, supondo que durante o cerco certa parte da população recorreu ao canibalismo. A povoação tornou-se então um símbolo da luta contra os romanos e hoje em dia é um monumento nacional espanhol.